# Sabicea entebbensis
Sabicea entebbensis är en måreväxtart som beskrevs av Herbert Fuller Wernham. Sabicea entebbensis ingår i släktet Sabicea och familjen måreväxter.
Artens utbredningsområde är Uganda. Inga underarter finns listade i Catalogue of Life.